# 盧卡·奇加里尼
盧卡·奇加里尼（Luca Cigarini，1986年6月20日—）是一位意大利足球運動員。現效力於意大利足球丙级联赛球隊雷焦安纳。
奇加里尼在場上多擔當中場的位置，且善於從後防線前發動進攻。且左右腳能力全面，踢球風格常被用來與皮爾洛相比較。2009年6月，那不勒斯主席Aurelio De Laurentiis宣布那不勒斯已經簽下奇加里尼。
自2005年後，奇加里尼就是意大利U21代表隊的一員。在2007年9月7日意大利U21對法羅群島U21的歐青賽預選賽中，奇加里尼打入了自己代表意大利U21代表隊的第一個進球。奇加里尼也參加了2008年的北京奧運和2009年歐洲U-21足球錦標賽。

## 外部連結
- （意大利文） 亞特蘭大網站上的介紹
- （意大利文） 國家隊數據 （页面存档备份，存于）